# 什拉赫塔

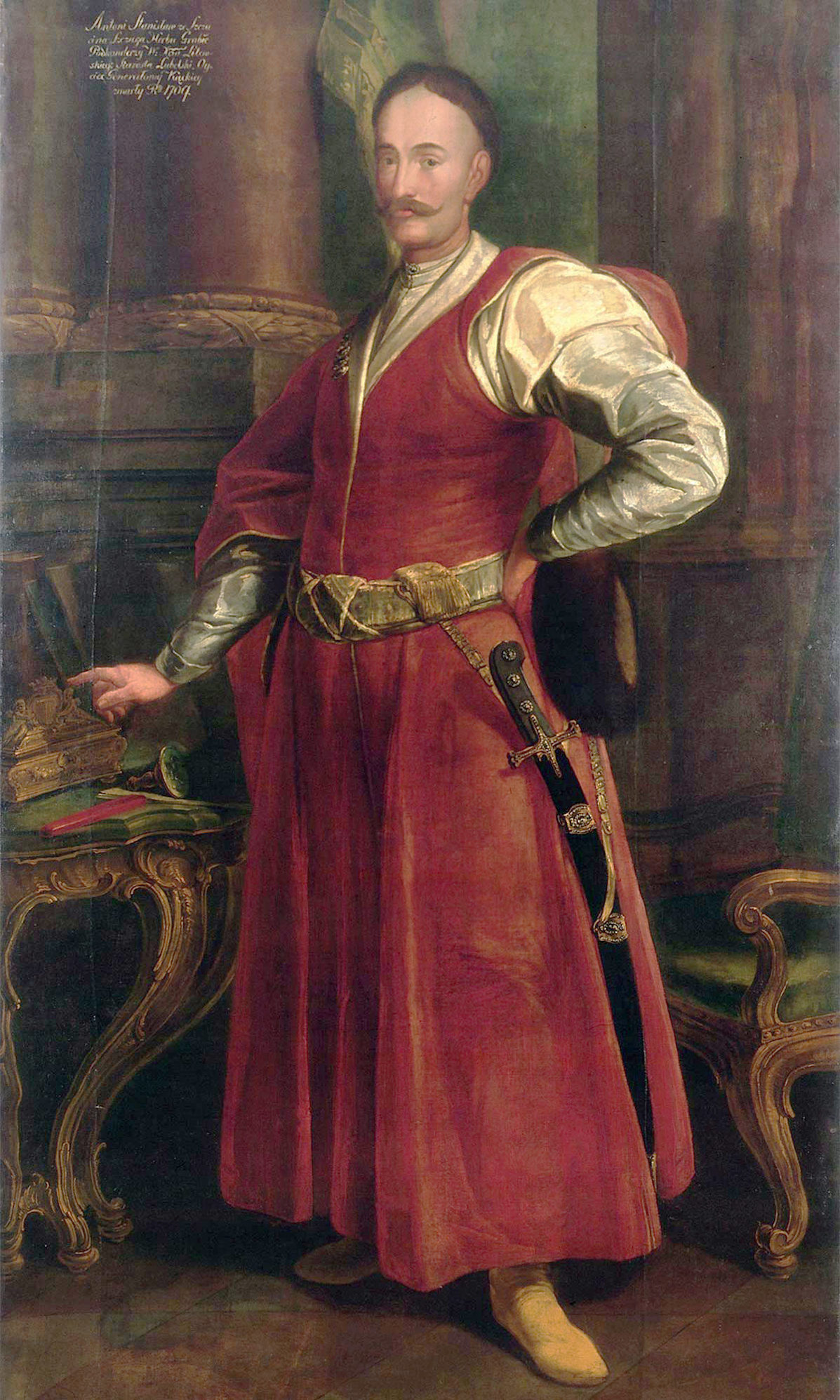
一个波蘭人贵族斯坦尼斯·安东尼·施苏卡

什拉赫塔（波蘭語：szlachta），也译作眾議院貴族、施拉赤塔，是波蘭貴族的稱謂，包含波蘭王國、立陶宛大公国、以及兩國在1569年合并为波蘭立陶宛聯邦的貴族階級，也含括了在他们的影响下逐渐波兰化的地方，如普鲁士公国、魯塞尼亞即現代烏克蘭和白俄罗斯的贵族稱謂。
什拉赫塔約占波蘭立陶宛人口的8─10%，政治上奉行波蘭選王制和貴族民主制，宗教為羅馬公教佔主流（17世紀中期以後），文化與意識形態則是萨尔马提亚主义（18世紀中期以前）。貴族身分的認同即使到1795年波蘭被滅後，仍頑強的延續了下來。然而，因為波蘭貴族積極參與1863年的一月起義，俄羅斯帝國政府在1864年報復性地頒布了「波-立農奴解放令」，將波蘭貴族的經濟基礎幾乎摧毀掉。

## 內涵

16-17世紀時，部分波蘭權貴在國內的地產分布：靛色-拉齐维乌家族、綠色-扎莫厄斯基家族、橘色-茲巴拉日家族、粉紅-奧斯特羅斯基家族（1682年領地由盧博米爾斯基家族繼承）

什拉赫塔起源於古老而模糊的傳統，它在波蘭和立陶宛作為貴族階級，其實是貧富分化嚴重的差異性存在。有的大貴族像是18世紀的斯坦尼斯瓦夫·盧博米爾斯基親王（1722─1782年，可稱是大貴族之首），在1739年繼承了10741處莊園地產，橫跨波蘭的九個王室領地，從其家族所在地──克拉科夫附近的維希尼茲到烏克蘭基輔附近的泰蒂伊夫，有近百萬個農奴在這片土地上為盧博米爾斯基耕種。他從1766年起就是王國大元帥，堪稱是歐洲最大的地主。通過聯姻和政治聯合，盧博米爾斯基家族與其他頂點大貴族如恰爾托雷斯基家族、波尼亞托夫斯基家族、拉齐维乌家族、扎莫厄斯基家族、波托茨基家族結交。他們都擁有龐大的地產和私人軍隊，富可敵國。他們居於社會體系的頂端，其貴族地產之多，在歐洲首屈一指，常以經濟上的影響力（或直接賄選）來操縱小貴族；而這些「權貴」級的大貴族，其人數約只佔什拉赫塔的百分之一，當中只有30-40人具有操控國政的巨大實力。
因此大貴族並不是整個什拉赫塔的典型代表，小貴族在16世紀就過了半數。到18世紀中期，絕大多數波蘭貴族都失去了土地，他們通過出租家產、侍奉大貴族，甚至像農民一樣在土地上辛勤耕作來維持生活。但經濟上的落魄卻不能奪去尊貴的象徵──他們的貴族血統、家族徽章、法律地位以及把地位傳承給子女的權利。
波蘭的小貴族非常獨特，在一些省分如马佐夫舍，他們佔人口的四分之一；在一些地區他們建起塢堡，與農民隔離。這個小貴族群體都是「堡內貴族」。他們堅定地維護他們的生活方式，彼此以「閣下」、「夫人」相稱，對農民則直呼「你」。他們把所有貴族視為兄弟，其他人都是劣等人；對假扮貴族的人則施以極刑。他們小心翼翼地守護封爵程序，不讓他人染指。除了從軍打仗和管理土地之外，他們不從事其他行業的活動。他們就算窮，但是顯擺身分的架子絕不放棄，比如進城一定騎馬、身披紅色斗篷、隨時佩帶武器，即使只有病瘦的老馬和破舊的木劍。因此即使小貴族的房舍很多已簡陋骯髒，但他們必定修建一個門廊，以展示家族的盾徽。最重要的是，他們堅持盧博米爾斯基親王與他們的地位完全相同，至少在法律上確實如此。
因此，什拉赫塔最顯著的特徵就是他們的經濟分化與法律、文化、政治層面出現的巨大反差。與歐洲其他地方的貴族相異的是，他們不承認本土頭銜：因此沒有波蘭男爵、侯爵、伯爵之分。他們最樂意地做的是確認在1569年盧布林聯合之前，一些人已經在立陶宛得到的個人頭銜，或者是與盧博米爾斯基一樣，由教宗或神聖羅馬帝國皇帝賜予的頭銜。

## 波蘭亡國後的身分傳承與復國
從法律的角度看，當1795年波蘭被徹底瓜分之後，貴族身分法被廢除，貴族等級同告終結。部分貴族如盧博米爾斯基家族，設法在奧地利帝國或普魯士王國確認自己的貴族地位；少數貴族則在俄羅斯帝國確立自己的貴族地位；但什拉赫塔中的80%失去了貴族的法律及社會地位，靠著大片地產與農奴維持豐厚的經濟地位。這個被剝奪特權的階級，成為整個19世紀激烈反俄情緒的發源地。後來，因為什拉赫塔積極參與1863年的一月起義，俄羅斯政府在1864年報復性地頒布了「波-立農奴解放令」，將什拉赫塔的土地財富與經濟基礎幾乎摧毀，許多什拉赫塔因此轉型為商人企業家，並投入現代化工業。
1921年波蘭第二共和國正式代表波蘭復國，當時民主的波蘭議會正式確認廢除貴族特權。但什拉赫塔對於自己特殊身分的意識卻歷經種種災難而保留下來。最晚到1950年，社會學家發現马佐夫舍的集體農莊成員避免與「農民」的鄰居來往，採取衣著不同、語言相異，以及複雜的訂婚習俗等措施，來防止自己與非什拉赫塔的人士通婚。
1990年共產主義的波蘭人民共和國垮台時，還有年輕的什拉赫塔後代佩帶刻有徽章的圖章指環已表明其身分。到了21世紀，波蘭人仍互稱對方為「閣下」、「夫人」，「什拉赫塔文化」已成為整個民族文化的重要組成部分。